# بلير وايت
بلير وايت (بالإنجليزية: Blair White)‏ هو لاعب كرة قدم أمريكية أمريكي، ولد في 20 فبراير 1987 في ساغيناو في الولايات المتحدة.

## وصلات خارجية
- بلير وايت على موقع مرجع كرة القدم المحترفة.كوم (الإنجليزية)